# 고덕토평대교
고덕토평대교는 서울특별시 강동구 고덕동과 경기도 구리시 토평동을 잇는 한강의 다리이다. 세종포천고속도로를 구성하는 고속도로 교량으로 제14공구에 속해있으며, 남구리 나들목과 강동 나들목 사이에 위치한다. 교량 길이는 약 1,725m이며, 주경간은 540m이다. 세종포천고속도로 건설 사업의 일부다. 2025년 1월 1일 완공됐으며 세종포천고속도로 남안성 분기점 ~ 남구리 나들목 구간과 함께 개통했다.

## 정보
- 운송수단 : 세종포천고속도로
- 교차지점 : 한강
- 장소 : 경기도 구리시 토평동
- 총 연장 : 1,725 m
- 시공 : 현대건설
- 준공 : 2025년 1월 1일
- 교량유형 : 사장교 (콘크리트 사장교)
- 주경간장 : 540 m (세계최장경간 콘크리트 사장교)[1]

## 역사
- 2017년 4월 25일: 세종포천고속도로의  광주성남 나들목 ~ 남구리 나들목 구간의 공사를 착공하면서 동시에 착공하였다.
- 2024년 10월 6일:  국가지명위원회 의결에 따라 고덕토평대교로 결정이 되었다. 재심 청구가 없으면 명칭이 최종 확정 될 예정이다.[2]
- 2024년 10월 22일: 구리시의회에서  ‘고덕토평대교’로 결정된 명칭 재심의를 요구하는 건의문을 채택했다.[3]
- 2025년 1월 1일: 세종포천고속도로의 남안성 분기점 ~  남구리 나들목 구간이 완공되면서 동시에 개통